# Лесная Поляна (Новгородская область)
Лесная Поляна — деревня в Пестовском районе Новгородской области России. Входит в состав входит Быковского сельского поселения.

## История
В 1963 г. Указом Президиума ВС РСФСР деревня Волчиха переименована в Лесная Поляна.

## Население
| 2010 |
| ---- |
| 1    |